# Disc de bronze Ivo 240/241

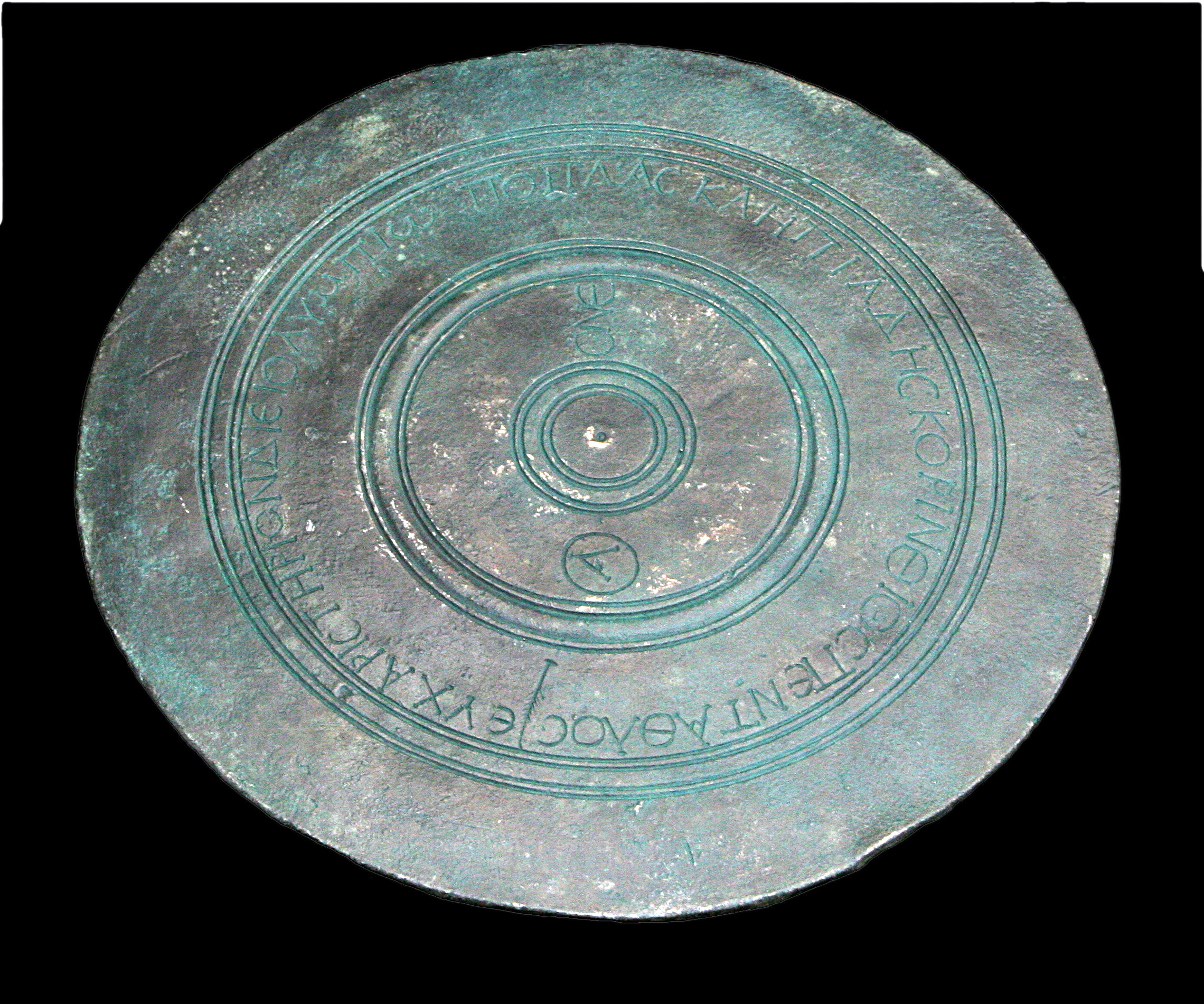
Rèplica del disc de bronze, a la Gliptoteca de Munic, Alemanya

El Disc de bronze Ivo 240/241 és una ofrena de Publi Asclepíades a Zeus després de la seua victòria en el pentatló dels Jocs Olímpics de l'Antiguitat, de l'any 241. El disc original és al Museu Arqueològic d'Olímpia, a Grècia, i una rèplica exacta s'exhibeix a la Gliptoteca de Munic, Alemanya.

## Descripció
El disc pesa uns 4 quilos; té un diàmetre d'uns 15,2 cm i és fet de bronze. És semblant als discs del seu període que han estat trobats. Els discs de les Olimpíades antigues variaven de pes i grandària, de manera que aquest exemplar no pot pas usar-se per a establir-ne cap patró. Els materials més comuns per als discs eren la pedra, el ferro, el bronze i el plom, i això els feia variar prou de pes. L'ús del bronze com a material per al disc ofrenat suggereix que Asclepíades tenia certa riquesa, perquè aquest material era més car en la seua època. La inscripció diu, en majúscules:
| « | ΕΥΧΑΡΙCΤΗΡΙΟΝ ΔΙΕΙ ΟΛΥΜΠΙΩI ΠΟΠΛ[ΙΟΣ] ΑCΚΛΗΠΙΑΔΗC ΚΟΡΙΝΘΙΟC ΠΕΝΤΑΘΛΟC ΟΛ[ΥΜΠΙΑΔΟC] CNE | Com a agraïment a Zeus Olímpic, Popli Asclepíades, corinti, pentatleta, Olimpíada 255 | » |

## Propòsit i ús
Els discs de bronze són coneguts pel seu ús en el pentatló dels Jocs Olímpics de l'Antiguitat. A voltes els guanyadors els oferien com a ofrena als déus. Per al llançament de disc del pentatló els atletes competien per aconseguir la major distància. No s'ha conservat pas gens d'informació sobre la manera o la tècnica que s'empraven en l'Antiguitat per al llançament.
Publi Asclepíades, originari de Corint, guanyà el pentatló de l'any 241 i, en agraïment per la victòria, ofrenà el disc de bronze a Zeus. El més probable és que, com altres ofrenes, l'objecte no s'haja utilitzat en la competició, sinó que haja estat creat només per a ser ofrenat.(8)